# 吉田真策

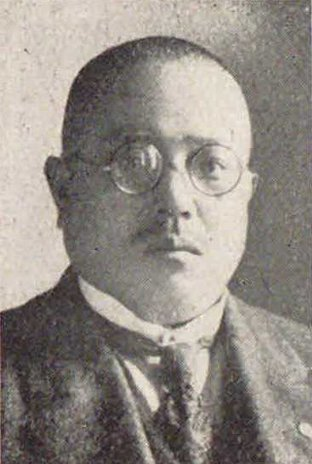
吉田真策

吉田 真策（よしだ しんさく、1883年（明治16年）1月4日 - 1927年（昭和2年）9月29日）は、衆議院議員（立憲政友会）、弁護士。

## 経歴
広島県山県郡吉坂村（現在の北広島町）出身。1909年、京都帝国大学法科大学卒業。統監府検事、朝鮮総督府大邱地方裁判所検事を務めた。退官後、京都で弁護士を開業し、1911年（明治44年）に広島に転じた。また広陵中学校理事も務めた。
1924年（大正13年）、第15回衆議院議員総選挙に出馬し、当選した。